# Витебский 27-й пехотный полк
27-й пехотный Витебский полк — пехотная часть Русской императорской армии. С 1829 года входил в состав 7-й пехотной дивизии.
- Старшинство — 6 декабря 1703 г.
- Полковой праздник — 27 ноября.

## Места дислокации
1820 — г. Ржищев. Второй батальон полка на поселении в Могилевской губернии.

## Формирование и кампании полка
Полк сформирован 6 декабря 1703 года в Казани стольником Сергеевым под названием пехотного Скрипицина полка. 12 октября 1704 г. переименован в пехотный Алексея Головина полк, а 10 марта 1708 г. — в Копорский пехотный полк. Этот полк участвовал в Полтавской битве, находился при осаде Риги и был в Прутском походе, после чего сражался при Гангуте.
В 1722 г. выделены четыре роты полка, которые вместе с четырьмя ротами Архангелогородского полка образовали Гирканский полк (в составе Низового корпуса для похода в Персию), расформированный в 1733 году.
Во время «петербургского действа» 1762 г. полк стоял в Санкт-Петербурге и в день воцарения Екатерины II прибыл в Петергоф.
В русско-турецкую войну 1768—1774 годов полк участвовал 23 августа 1769 г. в сражении на р. Днестре, где первым блестяще атаковал турок, потеряв около 200 нижних чинов убитыми и ранеными. В том же году полк занял сдавшуюся крепость Хотин; участвовал в боях при Ларге, Кагуле, Журже, где потерял до 300 человек. В Туртукайском поиске Суворова приняли участие 220 нижних чинов копорцев под командой графа Меллина.
14 декабря 1784 года полк назван Витебским пехотным; 29 ноября 1796 г. — Витебским мушкетёрским, 31 октября 1798 г. — мушкетёрским генерал-майора Острожского, 16 февраля 1800 г. — мушкетёрским генерал-майора Косоговского, 4 марта 1801 г. — мушкетёрским генерал-майора Эмме, 5 марта 1801 г. — мушкетёрским генерал-майора Мусина-Пушкина, 31 марта 1801 г. — Витебским мушкетёрским полком.

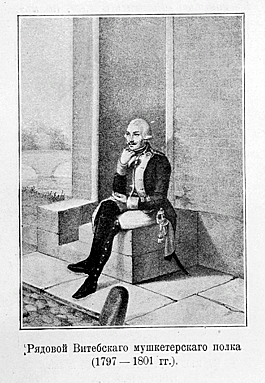
Рисунок из статьи «Витебский 27-й пехотный полк» («Военная энциклопедия Сытина»)

Приняв участие в Итальянской экспедиции Суворова, Витебский полк был переброшен из Севастополя на линейном корабле Варахаил и долгое время был на острове Корфу, где участвовал в боях с французами в Далмации и Черногории в составе Второй Архипелагской экспедиции адмирала Д. Н. Сенявина. Там в одном из сражений 1806 года погиб шеф полка генерал-майор М. К. Мусин-Пушкин.  Затем полк действовал в войне с Турцией. В 1810 году полком командовал флигель-адъютант полковник Паскевич. Под его начальством полк принял участие в боях под Базарджиком (потеря свыше 800 человек), у Варны, при Батине; состоялось даже ходатайство главнокомандующего графа Каменского 2-го о награждении полка Георгиевским знаменем, но успехом не увенчалось.
22 февраля 1811 года полк был назван Витебским пехотным. В Отечественную войну 1812 года и Заграничных кампаниях 1813 и 1814 гг. полк участвовал в сражениях при Борисове, под крепостью Торн, при Кацбахе, Бриенне, Шампобере, Сен-Дени; при Шампобере был убит командир полка полковник Терне.
В кампании 1828—1829 гг. против турок полк был под Варной и у Правод. 28 января 1833 года к полку был присоединён 13-й егерский полк, и Витебский полк назван егерским; егеря принесли полку своё боевое отличие: знаки на головные уборы с надписью «За отличие» за подвиги в 1812—1814 гг.
Далее полк участвовал в кампании 1849 года против венгерских революционеров и в Крымской войне. В сражении на Чёрной речке полк потерял: 4 офицера и 51 нижних чинов убитыми, 23 офицера и 196 нижних чинов ранеными; полковой командир полковник Аленич был тоже ранен. В Севастополе полк провёл 12 дней, с 21 июля 1855 года.
За Крымскую кампанию полк был награждён серебряными трубами с надписью «За Севастополь в 1854 и 1855 гг.» и походом за военное отличие. Кроме сего, полку Высочайше предоставлено право играть марш лейб-гвардии егерского полка при встречах вышестоящего начальства и при атаке.
23 августа 1856 г. 4-й батальон назван резервным и отделён в резервные войска, а 5-8-й батальоны расформированы. 6 апреля 1863 г. из 4-го резервного батальона и бессрочно-отпускных 5-го и 6-го батальонов сформирован Витебский резервный пехотный полк, который 13 августа того же года был переведён в действующие войска под именем Козловского пехотного полка; этот полк унаследовал старшинство и знаки отличия 13-го егерского полка.
25 марта 1864 года Витебский пехотный полк получил № 27.
В годы Первой мировой войны принимал участие в Нарочской операции 1916 года и в сражении у Берестечко в июле 1916 г.
Полковой праздник — 28 ноября.

## Знаки отличия полка
- Полковое знамя простое с надписью: «1703—1903» с Александровской юбилейной лентой.
- Знаки на головные уборы с надписью: «За отличие». Унаследованы от 13-го егерского полка.
- Георгиевские трубы с надписью «За Севастополь в 1854 и 1855 годах».

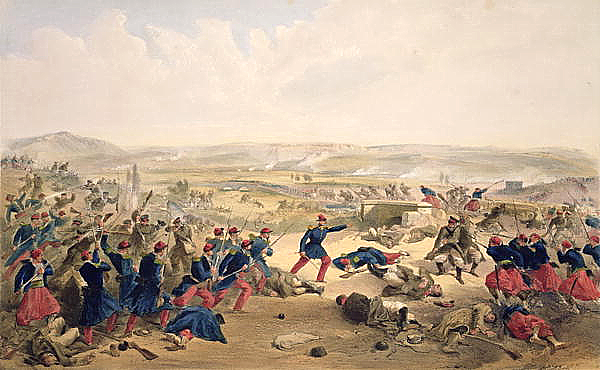
Сражение у Черной речки.

- Поход за военное отличие.

## Шефыполка
- 25.04.1762 — 05.07.1762 — генерал-майор фон Шливен, Юлиус Адам
- 03.12.1796 — 29.11.1797 — генерал-лейтенант Розенберг, Андрей Григорьевич
- 29.11.1797 — 07.12.1797 — генерал-майор Арбенев, Иван Иосифович
- 07.12.1797 — 16.02.1800 — генерал-майор (с 06.11.1799 генерал-лейтенант) Острожский, Василий Кириллович
- 16.02.1800 — 04.03.1801 — генерал-майор Косоговский, Григорий Дмитриевич
- 16.02.1800 — 04.03.1801 — генерал-майор Эмме, Иван Фёдорович
- 05.03.1801 — 06.11.1806 — генерал-майор Мусин-Пушкин, Павел Клавдиевич
- 06.11.1806 — 02.06.1808 — полковник Цагель, Семён Иванович
- 02.06.1808 — 11.05.1812 — генерал-майор Степанов, Алексей Яковлевич
- 28.09.1813 — 01.09.1814 — генерал-майор Мусин-Пушкин, Иван Клавдиевич

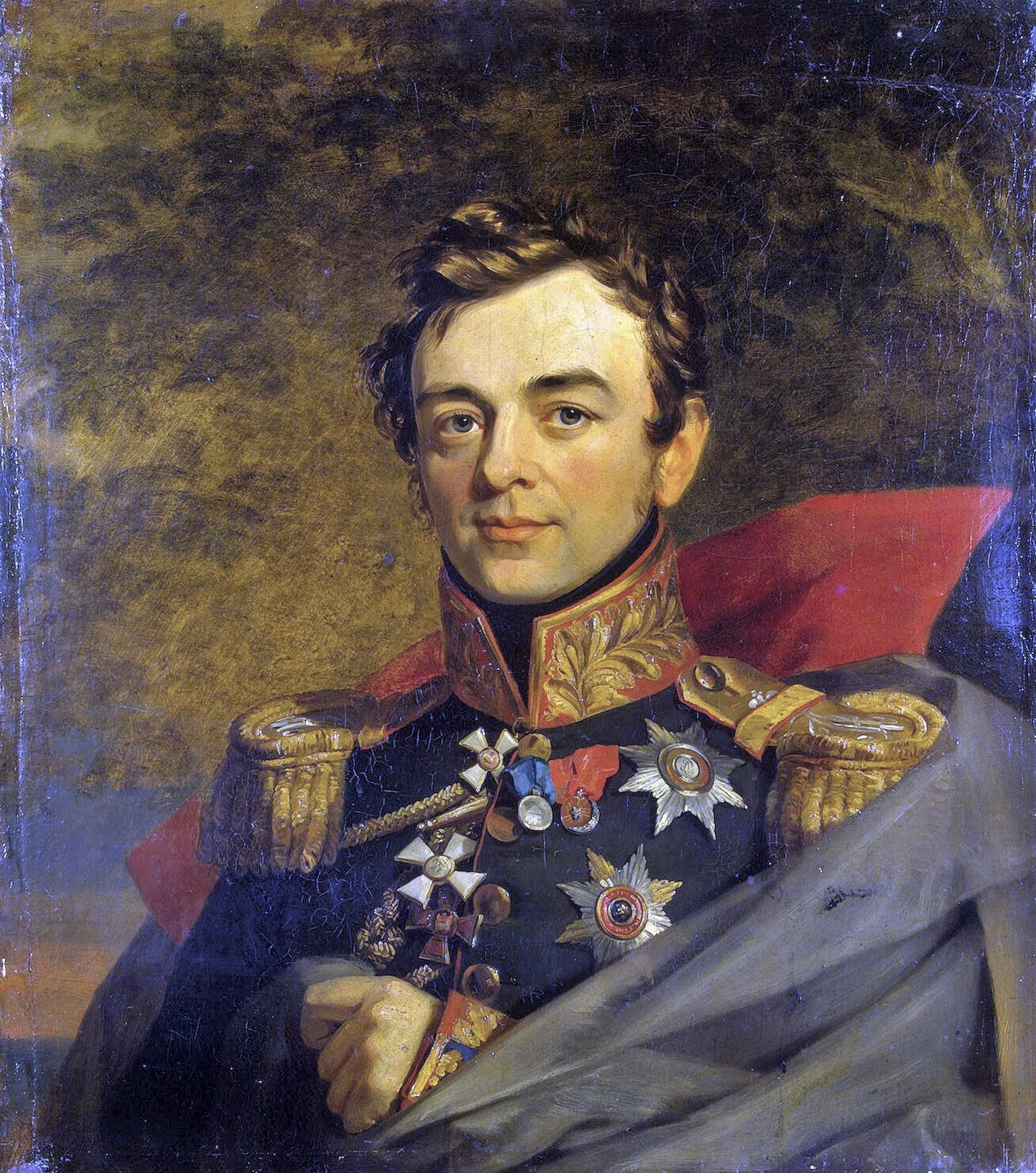
Иван Паскевич

## Командиры полка
- 12.10.1704 — хх.хх.1710 — полковник (с 1708 бригадир, с 1709 генерал-майор) Головин, Алексей Алексеевич
- хх.хх.1710 — хх.хх.1711 — полковник фон Зибурх
- хх.хх.1711 — после 25.03.1720 — полковник Шкот, Андрей Юрьевич
- до 22.12.1726 — 09.08.1728 — полковник Хлопов, Василий Семёнович
- 25.02.1730 — хх.хх.1732 — полковник Якшихильдеев, Пётр Варламович
- хх.хх.1732 — 03.01.1736 — полковник Козин, Митрофан
- 07.10.1798 — 21.07.1803 — майор (с 27.11.1799 подполковник) Скрыплев, Пётр Иванович
- 30.11.1803 — 05.04.1809 — майор (с 23.04.1806 подполковник) Вильман
- 09.07.1809 — 17.01.1811 — полковник (с 28.11.1810 генерал-майор) Паскевич, Иван Фёдорович
- 11.05.1812 — 31.05.1812 — майор Терне, Андрей Михайлович
- 31.05.1812 — хх.хх.1813 — подполковник Ушаков, Фёдор Иванович
- хх.хх.1813 — 29.01.1814 — подполковник (с 18.09.1813 полковник) Терне, Андрей Михайлович
- 01.06.1815 — 19.03.1820 — полковник Дунаев, Александр Иванович
- 28.03.1820 — 20.01.1826 — подполковник Хотяинцев, Иван Николаевич
- 21.04.1826 — 07.03.1828 — подполковник Ермолаев, Матвей Саввинович
- 07.03.1828 — 21.07.1829 — подполковник Белягович, Фёдор
- 21.07.1829 — 02.04.1833 — подполковник Чекулаев, Егор Васильевич
- 02.04.1833 — 19.07.1835 — полковник Шрейбер, Иван Петрович
- 19.07.1835 — 22.05.1844 — полковник (с 11.04.1843 генерал-майор) Насакин, Яков Густавович
- 22.05.1844 — 28.05.1846 — полковник Митрино, Михаил Афанасьевич
- 28.05.1846 — 02.06.1855 — полковник (с 06.12.1853 генерал-майор) Верховский, Лев Яковлевич
- 26.06.1855 — 11.05.1863 — подполковник (с 30.08.1855 полковник) Аленич, Евграф Павлович
- 11.05.1863 — хх.хх.1866 — полковник Эрнрот, Казимир Густавович
- хх.хх.1866 — 30.08.1874 — полковник Журавлев, Арсений Степанович
- 12.09.1874 — 13.05.1881 — полковник Гернгрос, Роман Романович
- 14.05.1881 — 29.04.1891 — полковник Комаров, Дмитрий Наркизович
- 01.05.1891 — 12.03.1897 — полковник Тарновский, Захар Целестинович
- 25.03.1897 — 15.02.1900 — полковник Зарницын, Пётр Павлович
- 24.02.1900 — 18.03.1902 — полковник Флоренский, Николай Александрович
- 16.04.1902 — 04.07.1907 — полковник Якубовский, Иосиф Степанович
- 04.07.1907 — 28.06.1910 — полковник Попов, Александр Константинович
- 28.06.1910 — 22.01.1915 — полковник Богданович, Сергей Ильич
- 22.01.1915 — 02.05.1916 — полковник Чеглов, Михаил Петрович
- 02.05.1916 — 01.03.1917 — полковник Меньчуков, Евгений Александрович
- 07.05.1917 — 11.08.1917 — полковник Ванин, Исаак Онуфриевич
- 11.08.1917 — хх.хх.хххх — полковник Щербаков, Тихон Наумович

## Известные люди, служившие в полку
- Арменков, Михаил Флегонтович — советский партийный и государственный деятель. Участник Первой мировой войны, полный Георгиевский кавалер, награждён также орденом Красного Знамени за боевые отличия в Гражданской войне.
- Бирюков Евгений Павлович (1871 — ?) — полковник 27 Витебского полка, командир 40 Сибирского полка.
- Галкин, Михаил Сергеевич — генерал-майор, автор книги «Боевая служба 27-го пехотного Витебского полка 1703—1903».
- Экеспарре, Фёдор Карлович — генерал-майор, герой русско-турецкой войны 1787—1792 гг.

## Комментарии
1. ↑  В тот момент именовалась 9-й пехотной дивизией.